# Варси
Ва̀рси (на италиански: Varsi, на местен диалект Värz, Варц) е село и община в северна Италия, провинция Парма, регион Емилия-Романя. Разположено е на 426 m надморска височина. Населението на общината е 1300 души (към 2010 г.).